# Grauer Scharfnasenhai
Der Graue Scharfnasenhai (Rhizoprionodon oligolinx) ist eine Art der Scharfnasenhaie (Rhizoprionodon) innerhalb der Requiemhaie (Carcharhinidae). Die Art ist in den tropischen Gewässern des Indischen bis Pazifischen Ozeans von der Arabischen Halbinsel bis zu den südostasiatischen Inseln bei Indonesien und Japan verbreitet.

## Aussehen und Merkmale
Der Graue Scharfnasenhai ist ein vergleichsweise kleiner Hai mit einer durchschnittlichen Körperlänge von etwa 50 cm und einer Maximallänge von über 70 Zentimetern. Er hat eine dunkelgraue, grau-braune bis bronzefarbene Körperfarbe und eine hellere Bauchregion ohne Musterung. Die Spitzen der Flossen sind dunkler grau gefärbt. Die Schnauze ist lang und das Maul von unten betrachtet breit parabolisch, die Augen sind groß und befinden sich relativ weit oben am Kopf. Die Nasenlöcher sind schmal und langgezogen, zudem besitzt die Art nur kurze Labialfalten.
Er besitzt eine Afterflosse und zwei Rückenflossen. Dabei ist die erste Rückenflosse deutlich größer als die zweite und liegt leicht vor oder über den freien Enden der Brustflossen während die zweite erst hinter der Analflosse entspringt. Die Analflosse ist etwas größer als die zweite Rückenflosse. Die Schwanzflosse besitzt einen verhältnismäßig kurzen unteren und langen oberen Lobus mit deutlichem Endlappen. Wie alle Arten der Gattung besitzen die Tiere fünf Kiemenspalten und haben kein Spritzloch, die 4. und 5. Kiemenspalte befinden sich oberhalb des Brustflossenansatzes.

## Lebensweise
Der Graue Scharfnasenhai ist eine Flachwasserart, über dessen Lebensweise kaum Informationen vorliegen. Er ernährt sich räuberisch vor allem von verschiedenen Fischen, Krebstieren, Schnecken und Tintenfischen. Die Haie sind wie die verwandten Arten lebendgebärend und bilden eine Dottersack-Plazenta aus (plazental vivipar). Die drei bis fünf Jungtiere kommen mit einer Länge von etwa 21 bis 26 cm zur Welt, mit einer Körperlänge von etwa 30 bis 40 cm sind die Tiere geschlechtsreif.

## Verbreitung

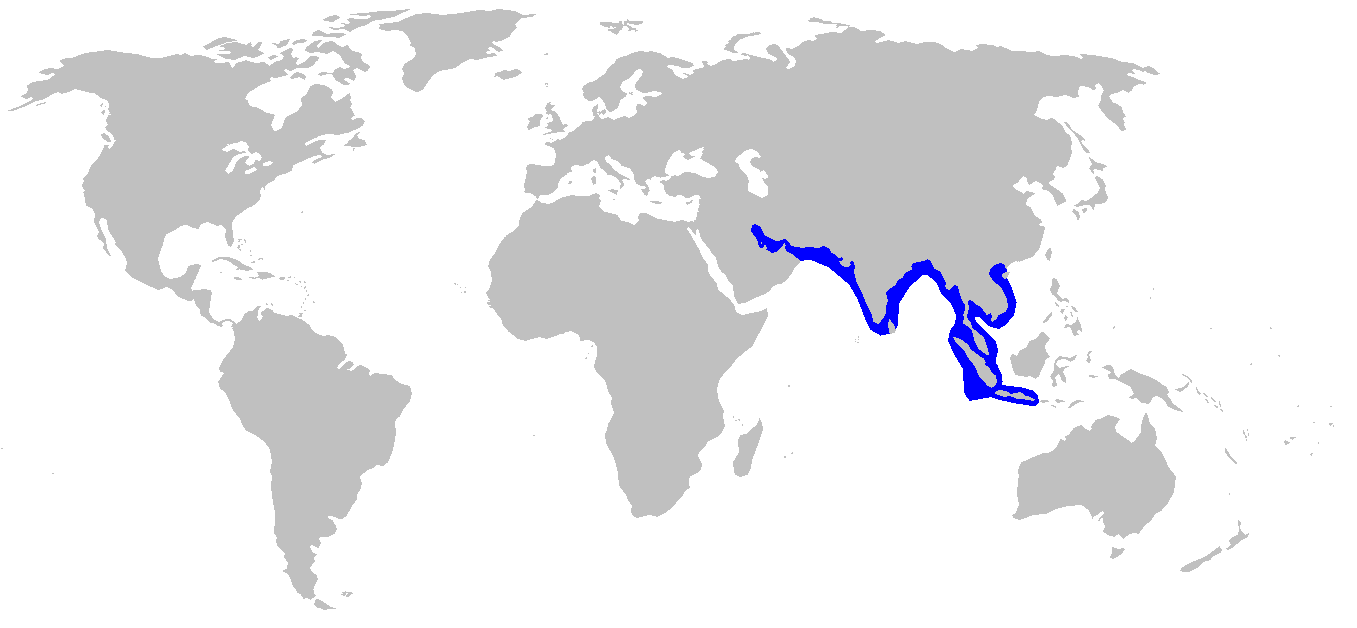
Verbreitungsgebiete des Grauen Schafnasenhais

Der Graue Scharfnasenhai in den tropischen Gewässern des Indischen bis Pazifischen Ozeans von der Arabischen Halbinsel bis zu den südostasiatischen Inseln bei Indonesien und der Südspitze Japans verbreitet. Sein Lebensraum befindet sich im Bereich des Kontinentalschelfs in vergleichsweise niedrigen Wassertiefen.